# Ucayali megye
Ucayali megye Peru egyik legnagyobb területű megyéje, az ország középső–keleti részén található. Székhelye Pucallpa.

## Földrajz
Ucayali megye Peru középső–keleti részén helyezkedik el. Keleten Brazíliával, délkeleten Madre de Dios, délen Cusco, délnyugaton Junín, nyugaton Pasco és Huánuco, északon pedig Loreto megyével határos. Névadója az Ucayali folyó, amely ennek a megyének a területén keletkezik a Tambo és az Urubamba összefolyásából.

### Tartományai
A megye 4 tartományra van osztva:
- Atalaya
- Coronel Portillo
- Padre Abad
- Purús

## Népesség
A megye népessége a közelmúltban folyamatosan növekedett:
| Év   | Lakosság |
| ---- | -------- |
| 1940 | 16 154   |
| 1961 | 64 161   |
| 1972 | 120 501  |
| 1981 | 163 208  |
| 1993 | 314 810  |
| 2007 | 432 159  |

## Képek

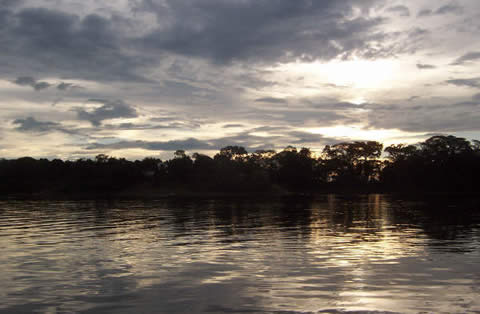
A Yarinacocha-tó
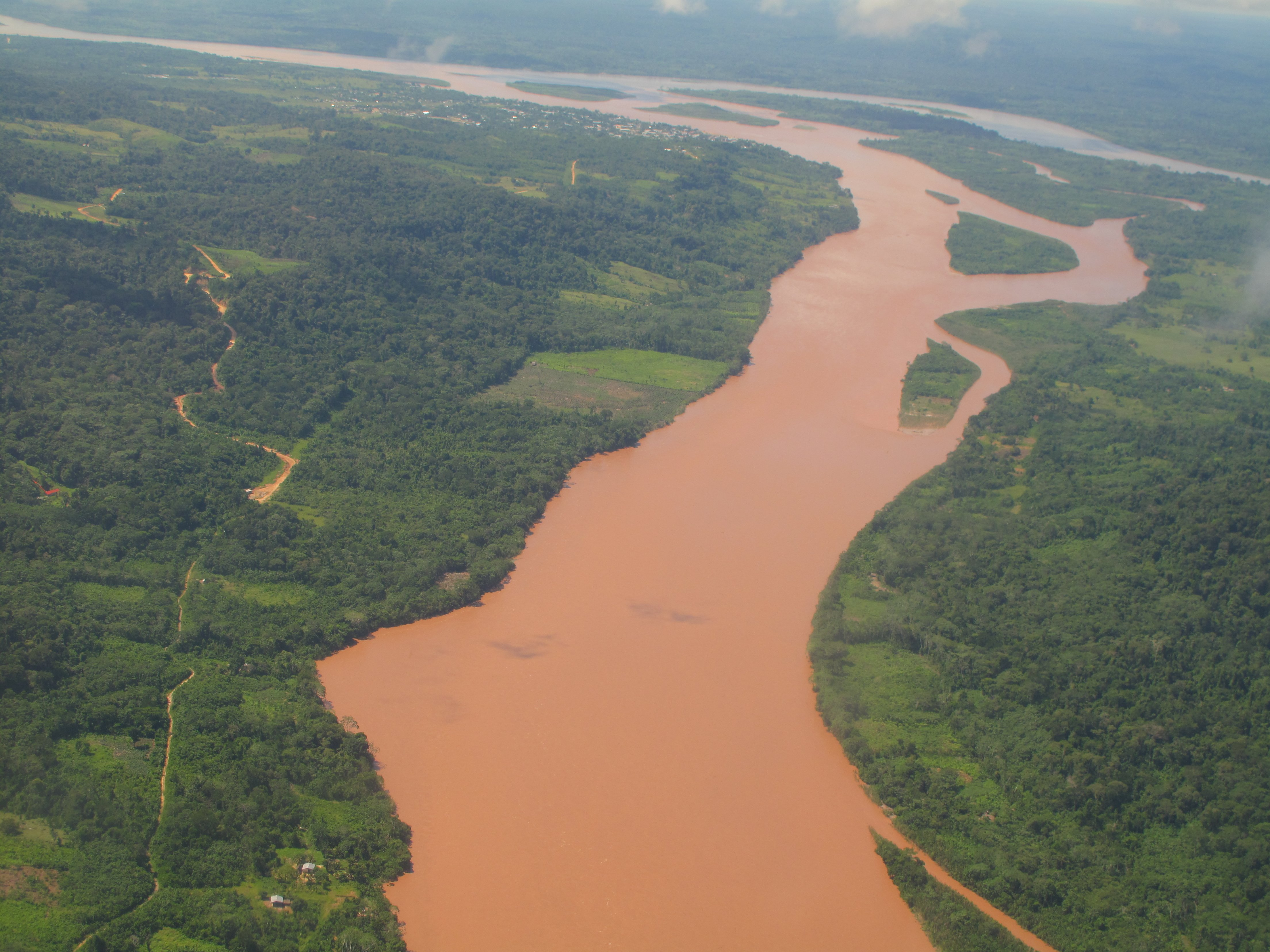
A Tambo folyó torkolata Atalayánál, az Ucayali folyó létrejötte
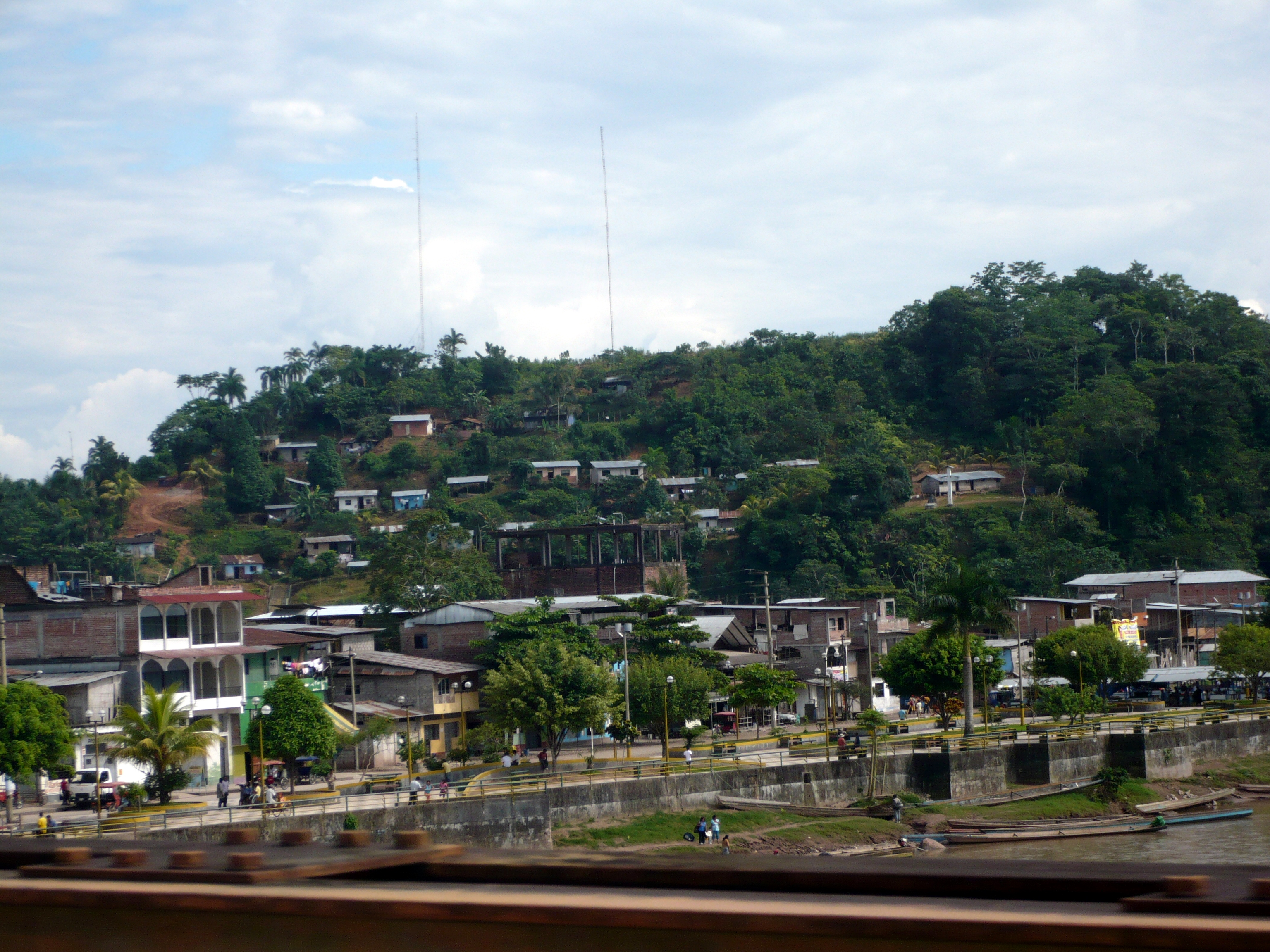
Aguaytía
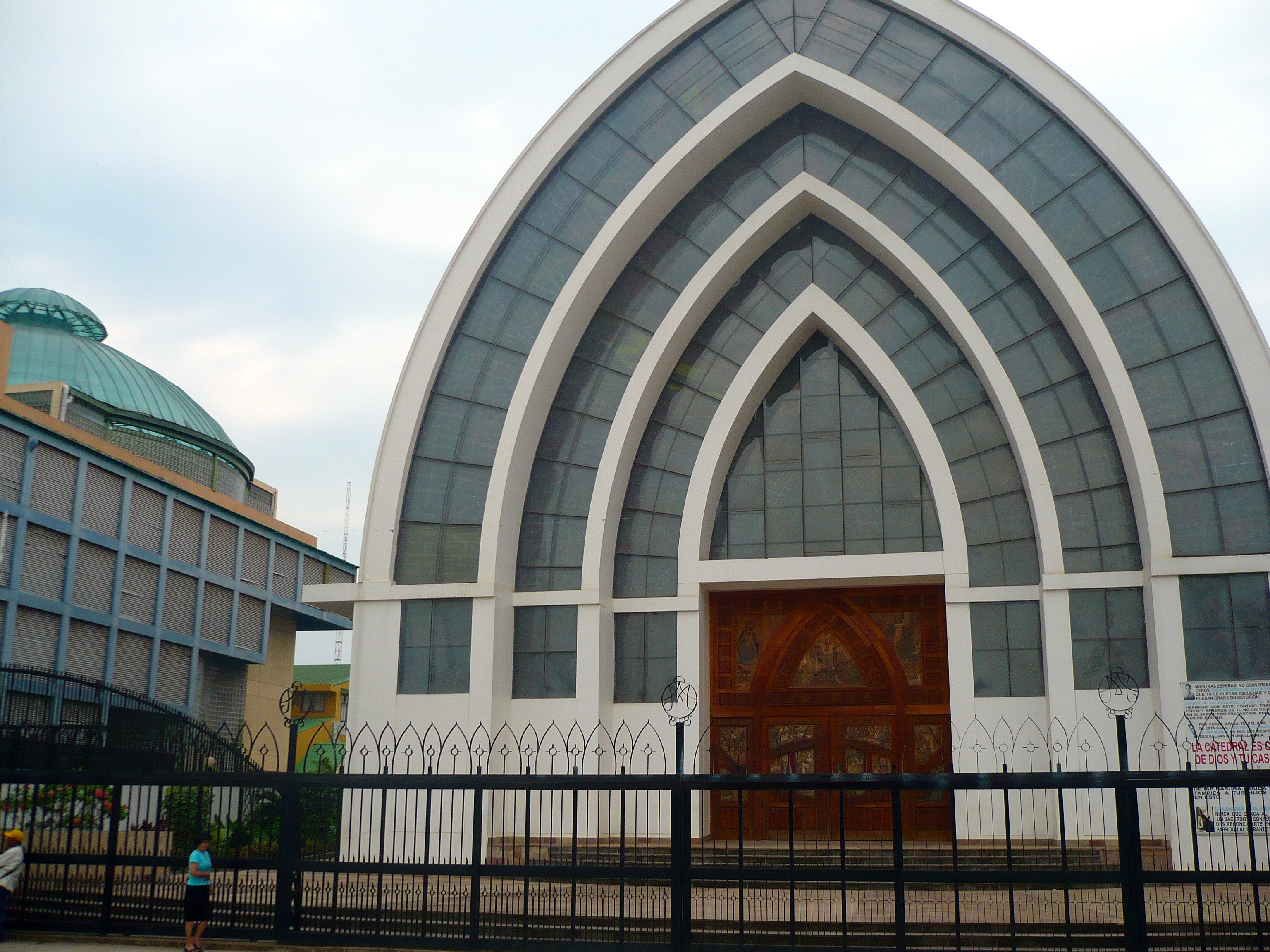
A pucallpai székesegyház